# مقاطعة رايلي (كانساس)
مقاطعة رايلي (بالإنجليزية: Riley County)‏ هي إحدى المقاطعات في ولاية كانساس في الولايات المتحدة. بلغ عدد السكان 71,115 حسب تعداد عام 2010.  أكبر مدينة هي مانهاتن مقر المقاطعة. 
مقاطعة رايلي هي موطن اثنين من أكبر أرباب العمل في ولاية كانساس: فورت رايلي وجامعة ولاية كنساس.